# Dehydrogenering
Dehydrogenering of dehydrogenatie is in de scheikunde een reactie waarbij waterstof, hydrogenium, onttrokken wordt aan een molecuul. Het is het omgekeerde proces van hydrogenering. Dehydrogenering wordt zowel in het laboratorium als in de industrie toegepast om verzadigde verbindingen om te zetten in onverzadigde verbindingen. Een voorbeeld is de productie van styreen door dehydrogenering van ethylbenzeen:
Andere voorbeelden zijn de dehydrogenering van di-ethylbenzeen tot divinylbenzeen; die van cyclohexaan tot cyclohexeen; van butenen tot 1,3-butadieen of van methylbutenen tot isopreen. Een gebruikelijke katalysator voor deze reacties is ijzer(III)oxide.
Dehydrogenering wordt ook toegepast om amines om te zetten in nitrilen:
R-CH2NH2 → R-CN + 2 H2
Voorbeeld: ethylamine dehydrogeneren tot acetonitril (in dit geval is R = CH3).
Veel oxidaties van organische moleculen kunnen ook beschreven worden als dehydrogenering. Ethanol wordt geoxideerd tot ethanal, maar evengoed kan gezegd worden dat aan ethanol twee waterstofatomen onttrokken worden waarbij ethanal ontstaat. De reactie als "oxidatie" beschrijven legt de nadruk meer op het reactie-type en de overeenkomst ervan met gelijksoortige elektron-overdrachten. Wordt de reactie als "dehydrogenatie" beschreven dan ligt de nadruk meer op de resterende organische verbinding